# Niklas Märkl
Niklas Markl (Queidersbach, 3 maart 1999) is een Duitse wielrenner. Hij rijdt sinds 2021 voor Team dsm-firmenich PostNL.

## Carrière
In 2016 werd hij tweede en in 2017 vierde op het WK voor Junioren. In 2019 won hij de Youngster Coast Challenge en de proloog in de Ronde van Istrië. In 2023 was zijn eerste deelname aan een grote ronde, de Ronde van Italië 2023. In deze editie van de Giro eindigde hij als 104e in het eindklassement.

## Palmares
2016
 Wereldkampioenschap op de weg, junioren
2017
4e etappe Vredeskoers, Junioren
Puntenklassement Vredeskoers, Junioren
Trofeo comune di Vertova Memorial Pietro Merelli
Trofeo Emilio Paganessi
 Europees kampioenschap op de weg, junioren
2019
Youngster Coast Challenge
Proloog Ronde van Istrië

### Resultaten in voornaamste wedstrijden
| Jaar | Ronde van Italië | Ronde van Frankrijk | Ronde van Spanje |
| ---- | ---------------- | ------------------- | ---------------- |
| 2020 |                  |                     |                  |
| 2021 |                  |                     |                  |
| 2022 |                  |                     |                  |
| 2023 | 104e             |                     |                  |
| 2024 |                  |                     |                  |
| 2025 | 156e             | 112e                |                  |

| Jaar | Gent-Wevelgem | Ronde van Vlaanderen | Parijs-Roubaix | Parijs-Tours |
| ---- | ------------- | -------------------- | -------------- | ------------ |
| 2020 |               |                      |                | 71e          |
| 2021 | opgave        |                      |                | opgave       |
| 2022 | 82e           | 85e                  |                | 105e         |
| 2023 |               |                      |                |              |
| 2024 | opgave        | opgave               | buit.tijd      |              |
| 2025 | opgave        |                      | opgave         |              |

### Resultaten in kleinere rondes
| Jaar | UAE Tour | Tirreno-Adriatico | Ronde van Romandië | Critérium du Dauphiné | Ronde van Polen | Benelux Tour | Ronde van Guangxi |
| ---- | -------- | ----------------- | ------------------ | --------------------- | --------------- | ------------ | ----------------- |
| 2021 |          |                   |                    |                       | 103e            |              |                   |
| 2022 | 90e      |                   |                    | opgave                | 109e            |              |                   |
| 2023 | 57e      |                   | opgave             |                       |                 | 78e          | 87e               |
| 2024 |          |                   | opgave             |                       |                 |              |                   |
| 2025 | 63e      | 122e              |                    |                       |                 |              |                   |

## Ploegen
- 2021 –  Team DSM
- 2022 –  Team DSM
- 2023 –  Team DSM
- 2024 –  Team dsm-firmenich PostNL
- 2025 –  Team dsm-firmenich PostNL

Arensman · Arndt · Bardet · Benoot · Bol · Brenner · Combaud · Dainese · Denz · Donovan · Eekhoff · Gall · Haga · Hamilton · Hindley · Kanter · A. Kragh Andersen · S. Kragh Andersen · Leknessund · Markl · Nieuwenhuis · Pedersen · Roche · Salmon · Storer · Stork · Sütterlin · Tusveld · Vermaerke · Van Wilder
Arensman · Arndt · Bardet · Bittner (vanaf 1/8) · Bol · Brenner · Combaud · Dainese · Degenkolb · Denz · Donovan · Eekhoff · Hamilton · Heinschke · Hvideberg · A. Kragh Andersen · S. Kragh Andersen · Leknessund · Markl · Mayrhofer · Naberman · Nieuwenhuis · Pedersen · Rodenberg · Stork · Tusveld · van Uden (vanaf 1/8) · Vandenabeele · Vermaerke · Welsford
Andresen · Bardet · Bevin · Bittner · Brenner · Combaud · Dainese · Degenkolb · Dinham · Edmondson · Eekhoff · Hamilton · Heinschke · Hvideberg · Leknessund · Markl · Mayrhofer · Milesi · Naberman · Onley · Poole · Rodenberg · Stork · Tusveld · van Uden · Vandenabeele · Vanhoucke (tot 14/8) · Vermaerke · Welsford
Andresen · Bardet · Barguil · Van den Berg · Bevin · Bittner · Van den Broek · Combaud · Degenkolb · Dinham · Eddy · Edmondson · Eekhoff · Hamilton · Jakobsen · Leemreize · Leijnse · Liepiņš · Märkl · Naberman · Onley · Poole · Roosen · Tusveld · van Uden · Vermaerke · Welten · Koerdt (stagiair)